# Phú Yên (provincie)
Phú Yên este o provincie în Vietnam.

## Județ
- Tuy Hòa
- Sông Cầu
- Đông Hòa
- Đồng Xuân
- Sông Hinh
- Sơn Hòa
- Phú Hòa
- Tây Hòa
- Tuy An

1. ↑   (PDF) https://monre.gov.vn/VanBan/Lists/VanBanChiDao/Attachments/3012/b4.3_Signed.pdf Lipsește sau este vid: |title= (ajutor)
2. ↑   https://www.gso.gov.vn/en/px-web/?pxid=E0201&theme=Population%20and%20Employment Lipsește sau este vid: |title= (ajutor)
3. ↑   https://mabuuchinh.vn/ Lipsește sau este vid: |title= (ajutor)
4. ↑   http://postcode.vn/ Lipsește sau este vid: |title= (ajutor)